# Adelrich Schuler
Adelrich Jacob Schuler (* 8. Januar 1922 in Rothenthurm; † 6. September 1989 in Zürich; heimatberechtigt in Rothenthurm) war ein Schweizer Redaktor und Politiker (CVP).

## Leben
Schuler absolvierte eine Banklehre und die Handelsmatura. Danach studierte er in Zürich und Freiburg. Von 1945 bis 1961 arbeitete Schuler beim christlichen Textil- und Bekleidungsverband, zuerst als dessen Sekretär und ab 1958 als Präsident. Anschliessend war er bis 1975 als Redakteur bei der Neuen Zürcher Nachrichten. Im Jahr 1975 wurde er zum Direktor des Bundesamts für Sozialversicherungen berufen, was er bis 1986 tat.
Bei den Schweizer Parlamentswahlen 1955 wurde er für die Christlichsoziale Partei in den Nationalrat gewählt, dem er bis 1975 angehörte. Im Parlament vertrat er die christlichsoziale Gruppe der CVP und war von 1972 bis 1975 Mitglied der Parlamentarischen Versammlung des Europarates.